# 聖伊拉斯莫島

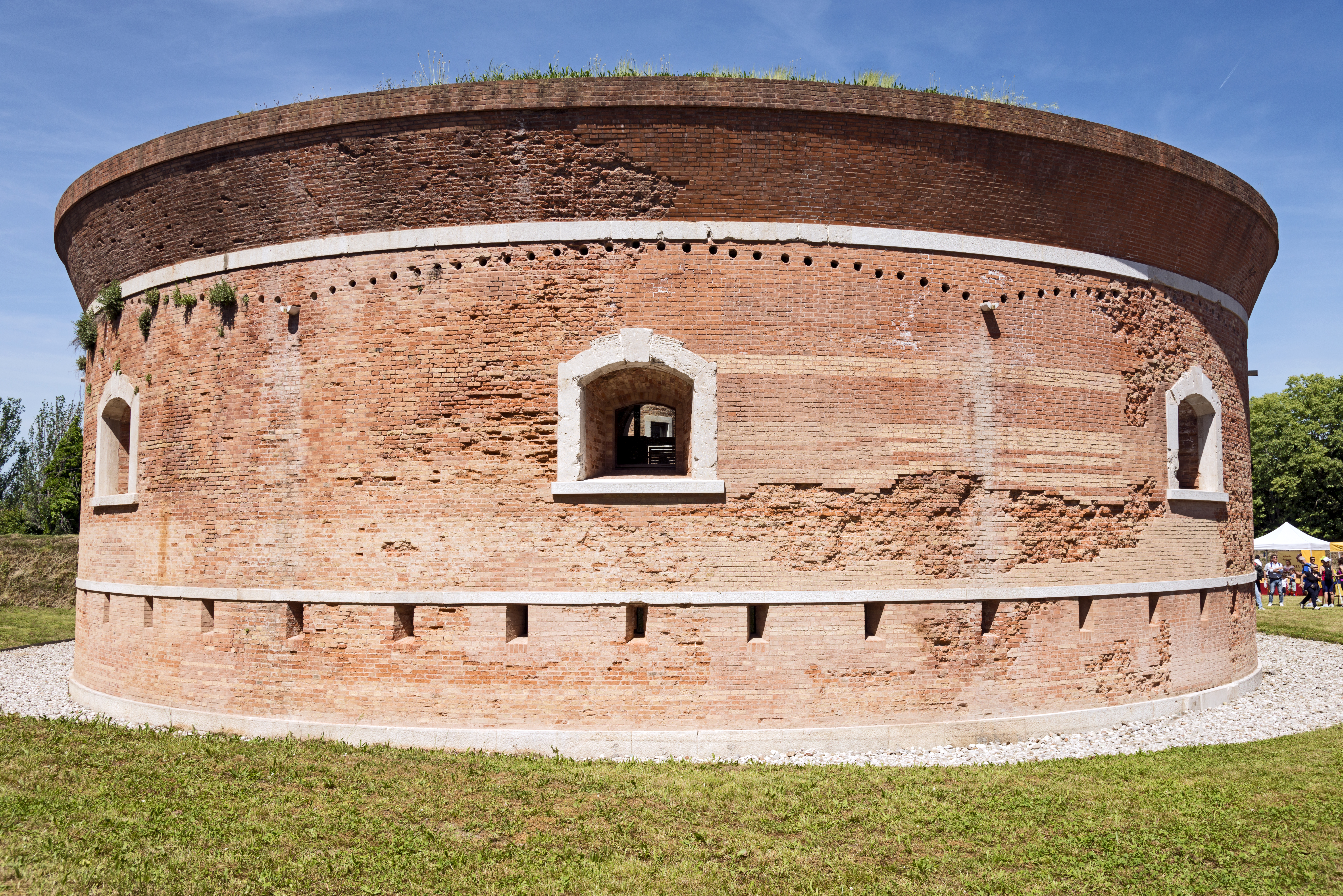

聖伊拉斯莫島是意大利的島嶼，位於威尼斯潟湖，長4.4公里、寬1.2公里，面積3.26平方公里，最高點海拔高度4米，當地每年夏季舉辦賽艇比賽，2009年人口750。

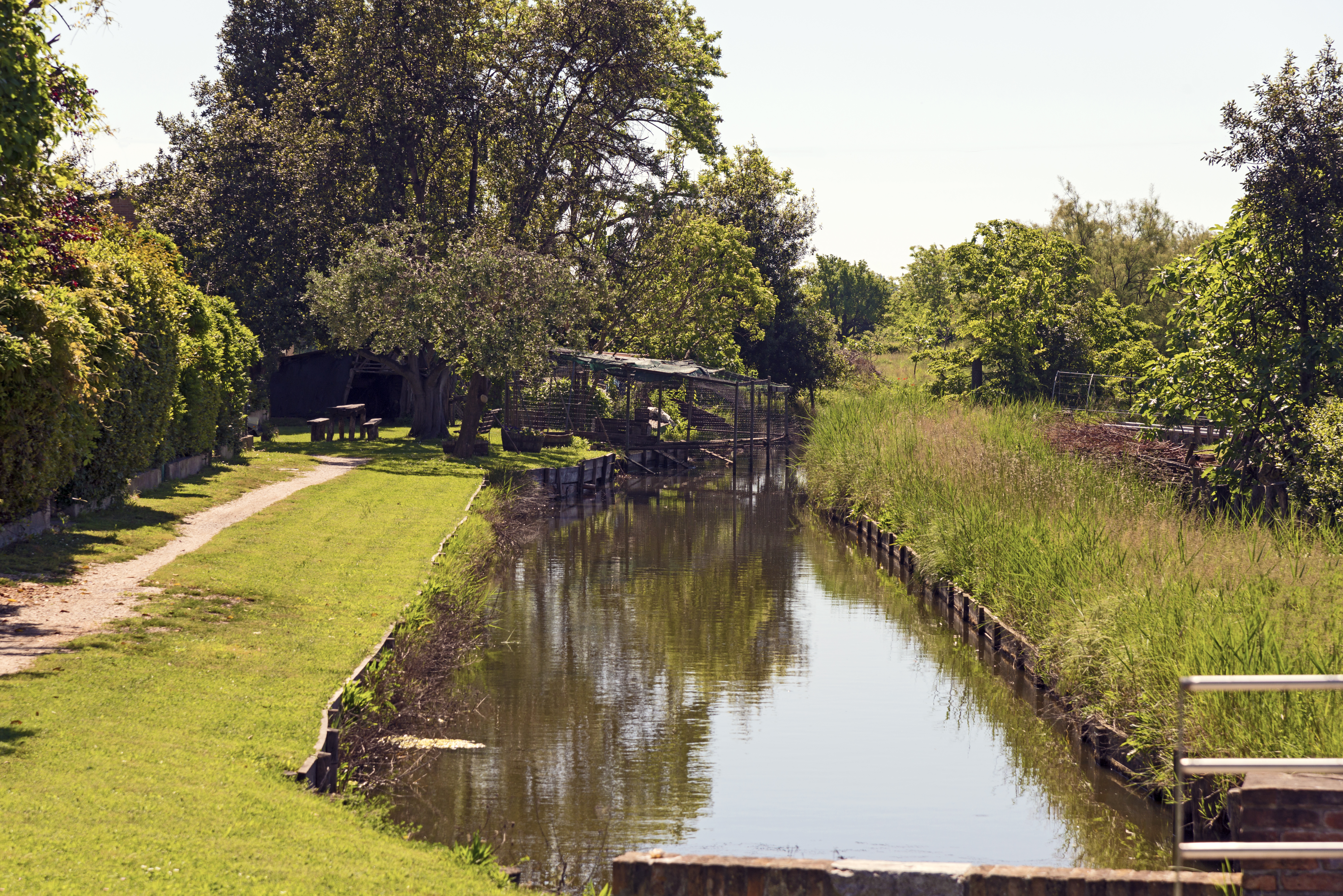
运河，棕色和狭隘, 岛上。
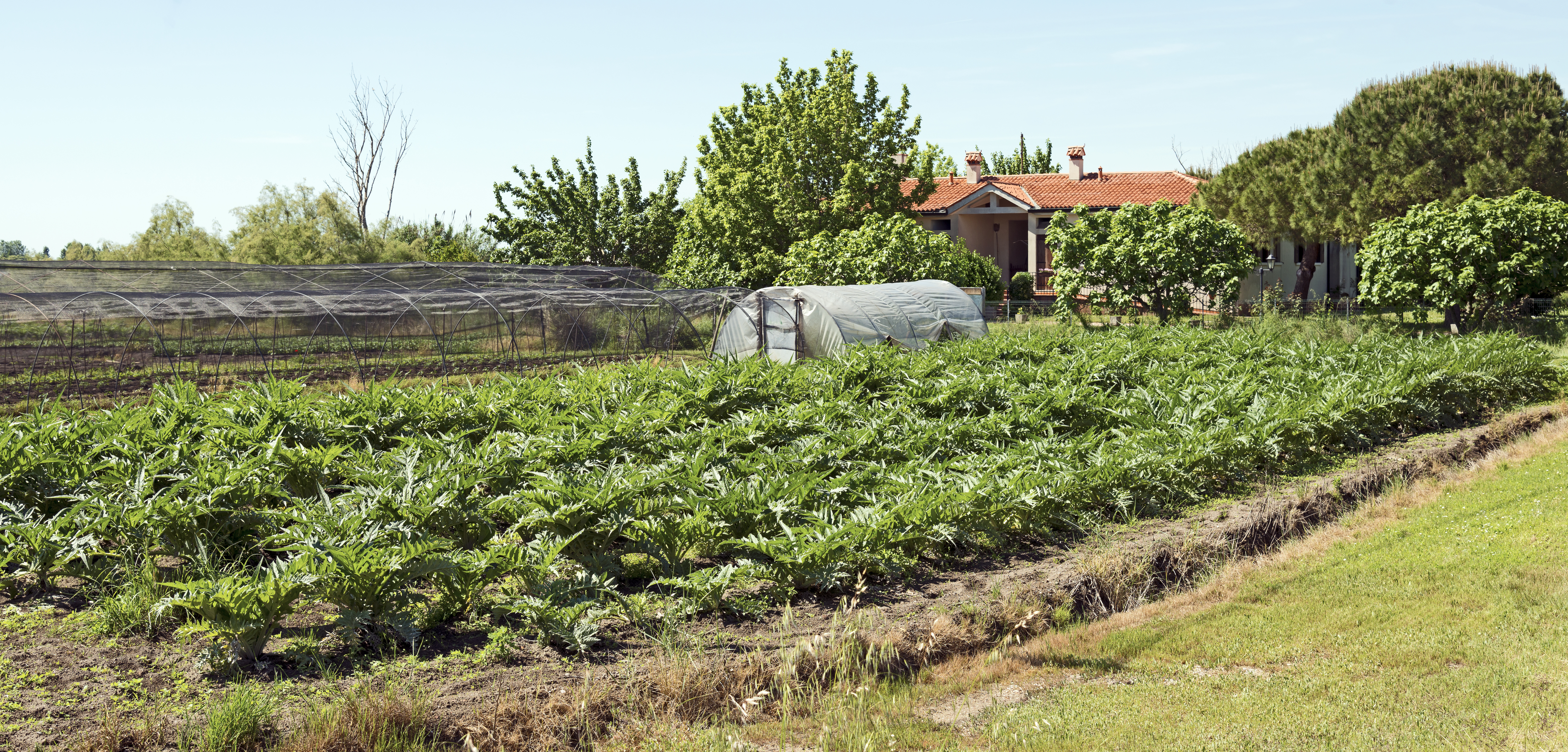
朝鲜蓟种植园

## 外部連結
- Satellite image from Google Maps （页面存档备份，存于）

45°27′16″N 12°24′28″E / 45.45444°N 12.40778°E